# International Color Consortium
L'International Color Consortium (abbreviato ICC) è un'organizzazione indipendente fondata nel 1993 allo scopo di sviluppare e mantenere uno standard aperto, a livello di sistema operativo e multipiattaforma per la gestione digitale del colore e a questo scopo pubblica proprie specifiche di modalità di costruzione e uso dei profili di colore. Gli otto membri fondatori sono: Adobe, Agfa, Apple, Kodak, Taligent, Microsoft, Sun Microsystems e Silicon Graphics. Un profilo di colore conforme a tali specifiche è chiamato profilo ICC.
Le specifiche ICC sono basate sulla tecnologia ColorSync sviluppata da Apple a partire dal 1988.
Nel 2005 i membri di ICC sono più di 60 e l'iscrizione è aperta a tutte le società interessate alla gestione digitale del colore. Il lavoro di ICC è organizzato in gruppi dedicati a specifici argomenti. Attualmente i gruppi sono Architecture, Chromatic Adaptation Transform, Communications, Graphic Arts, Workflow e Profile Assessment. I risultati dei lavori del Consortium sono pubblicati nelle specifiche ufficiali dei profili ICC.
La versione più recente di tali specifiche è dell'ottobre 2004, ed i profili conformi a questa specifica hanno il numero di versione 4.2. Le precedenti specifiche definiscono i profili versione 2 (2.0, 2.1, 2.2, 2.3 e 2.4) e sono state pubblicate a partire dal 1995. La versione 1 si riferisce ai primi profili ColorSync, non ancora ICC, e la versione 3 non è mai esistita.
La versione dell'ottobre 2004 delle specifiche ICC è stata trasferita nella norma internazionale ISO 15076-1.

## Dettaglio delle specifiche dei profili ICC
| versione profilo | conforme alle specifiche                           | note                                      |
| 2.0.0            | ICC 3.0 (giu 1994), 3.01 (mag 1995)                |                                           |
| 2.1.0            | ICC 3.2 (nov 1995), 3.3 (nov 1996), 3.4 (ago 1977) |                                           |
| 2.2.0            | ICC.1:1998-09                                      |                                           |
| 2.3.0            | ICC.1A:1999-04                                     | Addendum to ICC.1:1998-09                 |
| 2.4.0            | ICC.1:2001-04                                      | Minor revision for web of ICC.1:1998-09   |
| 4.0.0            | ICC.1:2001-12                                      | Revision of ICC.1:2001-04                 |
| 4.1.0            | ICC.1:2003-09                                      |                                           |
| 4.2.0            | ICC.1:2004-4                                       | Revision of ICC.1:2003-09                 |
| 4.2.0            | ICC.1:2004-10                                      | Revision of ICC.1:2003-09                 |
| 4.3.0            | ICC.1:2010-12                                      | Technically identical to ISO 15076-1:2010 |